# Tetraloniella ogilviae
Tetraloniella ogilviae är en biart som först beskrevs av Cockerell 1935.  Tetraloniella ogilviae ingår i släktet Tetraloniella och familjen långtungebin. Inga underarter finns listade i Catalogue of Life.